# Andrei Corbea Hoișie
Andrei Corbea-Hoișie (n. 15 decembrie 1951, Iași, România) este un diplomat, filolog, germanist și pedagog român, specialist în opera lui Paul Celan.
În aprilie 2007 a primit din partea CNSAS verdictul de colaborator al poliției politice, în urma căruia și-a dat demisia din funcția de ambasador al României la Viena.

## Traiectorie profesională
- Este profesor de literatura germană la Universitatea „Alexandru Ioan Cuza” din Iași.[4]

- Între 1998 și 1999 a fost titular la Chaire Internationale de Recherche Blaise Pascal de la Fondation de l'École normale supérieure, Paris.
- În perioada iunie 2005 - mai 2007 a îndeplinit funcția de ambasador extraordinar și plenipotențiar al României în Austria.[5]
- Începând din martie 2008 „Gastprofessor” (profesor invitat/profesor oaspete) la Institutul de Romanistică al Universității din Viena[6]
- În iulie 2008, invitarea sa la o academie de vară la Berlin în organizarea Institutului Cultural Român a provocat protestul foștilor disidenți anticomuniști Herta Müller [7] și Richard Wagner, originari din România.[8]

## Premii și distincții
I-au fost decernate premiile:
- Johann Gottfried Herder (1998) și
- Jakob und Wilhelm Grimm (2000).
- Titlul de Doctor honoris causa acordat de Universitatea din Konstanz, Germania (2004).

## Opere publicate
- La Editura Polirom a publicat: Paul Celan și „meridianul” său. Repere vechi și noi pe un atlas central-european
- Metropole und Provinzen in Altösterreich (1880 - 1918) (împreună cu Jacques le Rider)
- A coordonat de asemenea volumul Paul Celan. Biographie et interpretation/Biographie und Interpretation
- A coordonat volumul de esseuri al lui Valeriu Marcu, Ein Kopf ist mehr als vierhundert Kehlköpfe. Gesammelte Essays („Un cap valorează mai mult decât 400 de laringe”), Konstanz, 2002

## Traduceri în română
- Minima moralia, de Theodor W. Adorno, traducere din limba germană și prefață de Andrei Corbea, Editura Art, București, 1997;
- Dialectica Luminilor, de Theodor W. Adorno, traducere de Andrei Corbea, Polirom, Iași, 2012;